# Sean Villanueva O’Driscoll
Pour les articles homonymes, voir Villanueva et O'Driscoll.
Pas d'image ? Cliquez ici
Piolets d'or
Golden Pitons
Sean Villanueva O’Driscoll est un grimpeur et alpiniste professionnel hispano-irlandais né en Belgique. Il est connu pour ses ouvertures en libre de big walls, en haute-montagne et régions polaires.
Il obtient un Piolet d'or en 2010 pour une expédition au Groenland, et un second Piolet d'or en 2022 pour sa traversée solitaire du Fitz Roy.

## Biographie
Sean Villanueva est né en Belgique, d'un père espagnol et d'une mère irlandaise. À 13 ans, il débute l'escalade sportive en Belgique, puis se consacre aux grandes voies en escalade traditionnelle.

## Réalisations et expéditions
En 2010, accompagné de Nicolas et Olivier Favresse, Ben Ditto et Bob Shepton, il effectue plusieurs ouvertures au Groenland.
En 2013, accompagné de Nicolas Favresse, Stéphane Hanssens, et Evrard Wendenbaum, il ouvre une voie nouvelle sur le pilier sud-est du Kyzyl Asker, au Kirghizistan.
Du 5 février 2021 au 10 février 2021, il réalise en solo la traversée du massif du Fitz Roy,.

## Récompenses et prix
- Piolet d'Or 2011 - Pour l'expédition de 2010 au Groenland, en compagnie d'Olivier et Nicolas Favresse, Ben Ditto et Bob Shepton, a été récompensée d'un piolet d'or[2].
- Piolet d'Or 2022 - a effectué la deuxième traversée et la première traversée en solitaire des 7 aiguilles du Fitz Roy, en Patagonie, en effectuant l'itinéraire en sens inverse de celui emprunté par Tommy Caldwell et Alex Honnold en 2014[9]. Sean Villanueva a baptisé cet itinéraire « The Moonwalk Traverse »[10].

## Anecdote
Sean Villanueva et ses compagnons de cordée emportent souvent, en expédition et en big walls, des instruments de musique. Il participe aux compositions musicales du groupe en tant que flûtiste.

## Filmographie
- Yosemite Experience (2004)
- Pakistan Project (2007)
- Asgard Jamming (2010)
- Vertical Sailing Greenland (2011)
- Venezuala Jungle Jam (2013)
- China Jam (2014)
- Dodo's Delight (2015)
- Notes From The Wall (2017)
- Coconut Connexion (2018)